# کلرید باریم
کلرید باریم (به انگلیسی: Barium chloride) با فرمول شیمیایی BaCl۲ یک ترکیب شیمیایی است. که جرم مولی آن ۲۰۸٫۲۳ g/mol می‌باشد. شکل ظاهری این ترکیب، جامد سفید است.
باریم کلرید (BaCl2) یک ترکیب شیمیایی جامد و سفید رنگ است که در آب محلول می‌باشد، و هنگامی که در معرض حرارت قرار می‌گیرد، شعله زرد مایل به سبز ضعیفی از خود ساطع می‌کند. در صنایع، نمک باریم اغلب مورد استفاده قرار می‌گیرد.
این ماده از یک کاتیون باریم (Ba2+) و یک آنیون کلرید (Cl-) تشکیل شده است. بنابراین فرمول مولکولی یا شیمیایی این ماده BaCl2 می‌باشد.
به صورت بدون‌آب (خشک) دارای جرم‌مولکولی 208.23 g/mol، و به صورت آبدار (دو آبه یا دی هیدرات) دارای جرم‌مولکولی 244.26 g/mol می‌باشد . دارای ساختار کریستالی متعامد به صورت بی‌آب و مونوکلینیک به صورت دی‌ هیدرات است. این ماده ترکیبی است که حاوی باریم و کلر است.(cas number: 10326-27-9)

## خواص فیزیکی
باریم کلرید جامد سفید رنگ است و دارای رایحه نمی‌باشد.
چگالی این ماده به صورت بی آب 3.9 گرم بر سانتی متر مکعب و به عنوان دی هیدرات 3.86 گرم بر سانتی متر مکعب است.
نقطه ذوب باریم کلرید 962 درجه سانتیگراد به صورت بی‌آب و 960 درجه سانتیگراد در فرم دو آبه است.
نقطه جوش  1560 درجه سانتی گراد است.
ظرفیت گرمایی باریم کلرید 123.9 J/mol K است.
آنتروپی مولی استاندارد  123.9 J/mol K است.
آنتالپی استاندارد تشکیل باریم کلرید 858.56- کیلوژول بر مول است.
محلول آبی آن ماهیت خنثی با PH 7 دارد.
حساسیت مغناطیسی  72.6×10-6 cm3/mol است.
حلالیت آن در آب 2/31 گرم در 100 میلی لیتر در دمای 0 درجه سانتی گراد، 8/35 گرم در 100 میلی‌لیتر در دمای 20 درجه سانتی‌گراد و 4/59 گرم در 100 میلی‌لیتر در 100 درجه سانتی‌گراد است.
در شکل بی‌آب خود کریستالی، ارتورومبیک و به صورت بی‌آب آن مونوکلینیک است.